# Робер, Ричард
Ричард Робер (англ. Richard Rober), полное имя Ричард Стивен Робер (англ. Richard Steven Rauber) (14 мая 1910 года — 26 мая 1952 года) — американский актёр театра и кино 1940-х и начала 1950-х годов.
Робер пришёл в кинематограф с бродвейской сцены, где сыграл в нескольких спектаклях, включая знаменитый мюзикл «Оклахома!». На большом экране Робер сыграл свои наиболее значимые роли в фильмах нуар «Порт Нью-Йорка» (1949), «Женщина на пирсе 13» (1949), «Досье Тельмы Джордон» (1950), «Звонить 1119» (1950), «Колодец» (1951) и «Молодой Пол Барони» (1952).
В 1952 году в возрасте 42 лет Робер погиб в автокатастрофе. Незадолго до гибели о Робере начали говорить как о «втором Богарте».

## Ранние годы жизни и театральная карьера
Ричард Робер родился 14 мая 1910 года в Рочестере, штат Нью-Йорк. Робер начал актёрскую карьеру на Бродвее, сыграв в таких музыкальных ревю и комедиях, как «Глаза банджо» (1941-42), «Звезда и подвязка» (1942-43), «Оклахома!» (1943-48) и «Ветхая гостиница» (1944).

## Карьера в кино
В 1947 году Робер пришёл в кино, заключив контракт со студией 20th Century Fox. Первоначально Робер играл преимущественно характерные роли, часто без указания в титрах. В фильме нуар «Кража» (1948) Робер сыграл важную роль подручного вора на доверии (Дэн Дьюриа), который готовит план вымогательства денег у богатой вдовы на дорогостоящий военный мемориал. Затем он сыграл лётчика в драме о военно-морской авиации «Спецотряд» (1949) с Гэри Купером в главной роли. На следующий год в фильме нуар «Порт Нью-Йорка» (1949) Робер сыграл первоклассного правительственного агента, которому вместе с напарником поручается раскрыть действующую в порту банду наркоторговцев.
В том же году в антикоммунистическом фильме нуар «Женщина на пирсе 13» (1949) Робер сыграл положительную роль профсоюзного лидера на верфи Сан-Франциско, который пытается урегулировать противоречия между управляющим (Роберт Райан) и рабочими, преодолев разлагающее влияние коммунистов. В мелодраме о казино «Крупная ставка» (1949) с участием Кларка Гейбла Робер сыграл небольшую роль бандита, выбивающего долг у одного из игроков, а в вестерне «Сиерра» (1950) — преступного управляющего ранчо, который пытается угнать стадо лошадей. Среди актёров фильма нуар «Наберите 1119» (1950), посвящённого теме захвата заложников в баре небольшого американского городка, историк кино Дэвид Хоган особенно выделил «красивого, очень многообещающего (вплоть до своей трагической гибели два года спустя) исполнителя главных ролей Ричарда Робера, который играет полицейского детектива, руководящего операцией по спасению заложников. Как персонаж, он очень приятен, потому что он гибок, изобретателен и способен к импровизации. Если один его приём не срабатывает, он пробует следующий. По мере изменения ситуации, ход его мысли также меняется». В том же году вышел фильм нуар «Дело Тельмы Джордон» (1950), который, по словам историка кино Маргариты Ландазури, отличался «сильной игрой исполнителей главных ролей Барбары Стэнвик и Уэнделла Кори, а также отличными актёрами второго плана», среди них Робер в роли бандита, который заставляет героиню Стэнвик пойти на ограбление и убийство своей богатой тёти, а также соблазнение помощника прокурора (Кори), чтобы уйти от ответственности.

Как отметил Хэл Эриксон, свою единственную главную роль шерифа Бена Келлогга Робер сыграл низкобюджетном фильме нуар «Колодец» (1951), который был посвящён теме расовой терпимости. Обозреватель «Нью-Йорк Таймс» Босли Краузер положительно оценил актёрскую работу в этом фильме, особенно, во второй его половине, которая рассказывает о спасении упавшей в колодец девочки. По мнению Краузера, «на этой стадии актёры проявляют себя наилучшим образом, особенно, Ричард Робер в роли ответственного шерифа», который обеспечивает общественный порядок в городе и одновременно руководит спасением девочки. 

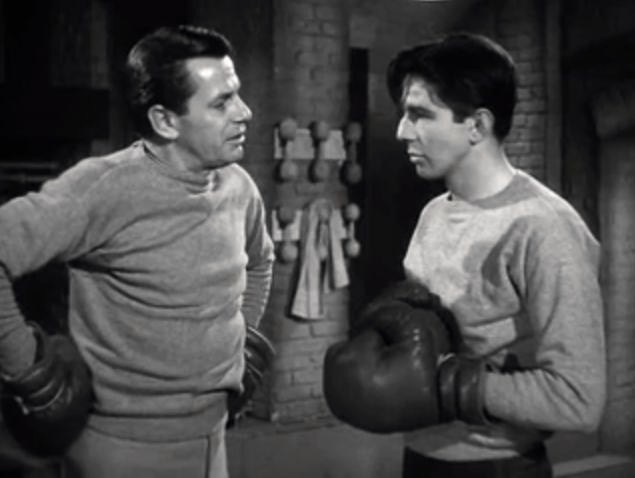
Ричард Робер в фильме «Молодой Пол Барони» (1952)

В том же году Робер сыграл небольшую, но значимую роль лейтенанта полиции в исторической криминальной драме «Высокая цель» (1951) о покушении на кандидата в президенты Абрахама Линкольна в 1861 году. В боксёрском нуаре «Молодой Пол Барони» (1952) Робер был священником, отцом Каллаганом, который наставляет на путь истинный молодого хулигана Пола Барони (Леонард Нимой в его первой главной роли) и обучает его боксу, в результате чего тот становится известным боксёром.
Как отметил Эриксон, последний фильм с участием Робера вышел на экраны через пять лет после его гибели, когда продюсер Говард Хьюз, наконец, выпустил шпионский романтический триллер про лётчиков на Аляске «Пилот реактивного самолёта» (1957). В этой картине с Джоном Уэйном в главной роли, который снимался ещё в 1950 году, Робер сыграл роль агента ФБР.

## Личная жизнь
Робер был женат на Мэри Хэй Бартелмесс.

## Смерть
Роберт Робер погиб 26 мая 1952 года в возрасте 41 года в Санта-Монике в автокатастрофе, когда автомобиль, которым он управлял, вылетел с набережной и разбился.

## Фильмография
| Год  |     | Русское название                 | Оригинальное название             | Роль                                                      |
| ---- | --- | -------------------------------- | --------------------------------- | --------------------------------------------------------- |
| 1936 | кор | От шейха к шейху                 | Sheik to Sheik                    | Гольфист/ Али Бин Вупси, безумный шейх                    |
| 1938 | кор | Ночное проникновение             | Night Intruder                    | Джек, радиоведущий (в титрах не указан)                   |
| 1948 | ф   | Звонить Нортсайд 777             | Call Northside 777                | сержант Ларсон в архивном управлении (в титрах не указан) |
| 1948 | ф   | Апрельские дожди                 | April Showers                     | Эл Уилсон                                                 |
| 1948 | ф   | Кража                            | Larceny                           | Макс                                                      |
| 1948 | ф   | Умные девочки помалкивают        | Smart Girls Don't Talk            | лейтенант Макреди                                         |
| 1948 | ф   | Соблазнительная ты               | Embraceable You                   | Сиг Кетч                                                  |
| 1949 | ф   | Незаконное проникновение         | Illegal Entry                     | Датч Лемпо                                                |
| 1949 | ф   | Крупная ставка                   | Any Number Can Play               | Лью «Энджи» Дебретти                                      |
| 1949 | ф   | Спецотряд                        | Task Force                        | лейтенант Джек Сазерн                                     |
| 1949 | ф   | Женщина на пирсе 13              | The Woman on Pier 13              | Джим Трэвис                                               |
| 1949 | ф   | Порт Нью-Йорка                   | Port of New York                  | Джим Флэннери                                             |
| 1950 | ф   | Дело Тельмы Джордон              | The File on Thelma Jordon         | Тони Ларедо                                               |
| 1950 | ф   | Ответный огонь                   | Backfire                          | Солли Блейн                                               |
| 1950 | ф   | Сьерра                           | Sierra                            | Большой Мэтт Ранго                                        |
| 1950 | ф   | Депортированные                  | Deported                          | Бернардо Гервазо                                          |
| 1950 | ф   | Наберите 1119                    | Dial 1119                         | капитан Генри Кивер                                       |
| 1950 | ф   | Следите за птичкой               | Watch the Birdie                  | мистер Хью Шэнвей                                         |
| 1951 | ф   | Маленькая прибыль отца           | Father's Little Dividend          | сержант полиции                                           |
| 1951 | ф   | Высокая цель                     | The Tall Target                   | лейтенант Култер                                          |
| 1951 | ф   | Проход на Запад                  | Passage West                      | Майк                                                      |
| 1951 | ф   | Колодец                          | The Well                          | Бен Келлогг                                               |
| 1952 | ф   | Человек в седле                  | Man in the Saddle                 | Фэй Датчер                                                |
| 1952 | ф   | Женщины вне закона               | Outlaw Women                      | Вуда Каллавэй                                             |
| 1952 | ф   | Молодой Пол Барони               | Kid Monk Baroni                   | отец Каллахан                                             |
| 1952 | ф   | Вождь краснокожих и другие       | O. Henry's Full House             | шеф детективов                                            |
| 1952 | ф   | История Роуз Боул                | The Rose Bowl Story               | тренер Джеймс Хэдли                                       |
| 1952 | ф   | Дикий                            | The Savage                        | капитан Арнольд Вогант                                    |
| 1952 | ф   | Дьявольское трио                 | The Devil Makes Three             | полковник Джеймс Терри                                    |
| 1952 | с   | Театр звезд от «Шлиц»            | Schlitz Playhouse of Stars        | Куотер Мэллой                                             |
| 1952 | с   | Рикошет                          | Rebound                           | Хью Джонсон                                               |
| 1953 | с   | Театр «Корона» с Глорией Свансон | Crown Theatre with Gloria Swanson |                                                           |
| 1957 | ф   | Пилот реактивного самолёта       | Jet Pilot                         | агент ФБР Джордж Риверс                                   |